# حميد خلخال
حميد خلخال علوان جوال بن حمد الزبيدي (ولد في الهندية عام 1932 وتوفي عام 1990). هو سياسي عراقي، كان عضوا في القيادة القطرية لحزب البعث العراقي، شغل منصب وزير الشؤون الاجتماعية في وزارتي اللواء أحمد حسن البكر الأولى و الثانية عام 1963 بعد الإطاحة بحكومة عبد الكريم قاسم.
تخرج في قسم اللغة العربية في دار المعلمين العالية (كلية التربية حاليا) ببغداد سنة 1955، وعمل مدرسا لفترة. علما أنه نشط سياسيا منذ كان طالبا في دار المعلمين، حيث قاد مظاهرات ضد حكومة مصطفى العمري في 22 تشرين الثاني 1952، كما أسهم الإضـراب والتظاهر الطلابي يومي 30 و31 كانون الأول 1956 في بغداد.
في تشرين الأول 1963، قدم ثلاثة وزراء استقالاتهم ومن ضمنهم وزير الأشغال والإسكان رجب عبد المجيد، فقبلت استقالاتهم في 7 تشرين الأول 1963، وشغل حميد خلخال منصب وزير الأشغال والإسكان، وشغل حمدي عبد المجيد جاسم العاني منصب وزير العمل والشؤون الاجتماعية.
كان من ضمن الذي أرسلتهم القيادة السورية بطائرة من دمشق إلى مدريد عقب المؤتمر العام لحزب البعث في سوريا في تشرين الأول 1963 والتي كان نتيجتها الإطاحة بحكم حزب البعث في العراق في تشرين الثاني 1963، وأزيح من القيادة القطرية لحزب البعث مع علي صالح السعدي وثلاثة آخرين.
وفي 16 تشرين الثاني 1963، صدر قرار بإسناد منصب وزير العمل والشؤون الاجتماعية وكالة إلى وزير الإسكان حميد خلخال.
في 18 تشرين الثاني 1963، قاد الرئيس عبد السلام عارف ومع قياديين في الحزب بانقلابا على حزب البعث الذي كان يسيطر على الحكومة، وأودع القياديين في الحزب ومن بينهم حميد خلخال في سجن في معسكر الرشيد، وبقي حتى إطلاق سراحه مطلع سنة 1967 في عهد الرئيس عبد الرحمن عارف. وبعد خروجه من السجن، عاد من زملائه بضمنهم علي صالح السعدي للحياة السياسية من خلال تأسيس حزب أطلقوا عليه «الحزب العمالي الثوري العربي» والذي توقف بعد انقلاب عام 1968، وتوقف حميد خلخال عن الحياة السياسية بسبب تقدم سنه. بعدها بشهرين ألقي القبض عليه وأودع السجن 50 يوما بتهمة التحضير لانقلاب على الحكومة، إلا إن التحقيق لم يظهر صحة ذلك، فأطلق سراحه وقدم له صدام حسين اعتذارا وأهداه مسدسا وعينه مديرا عاما للموانئ العراقية، لكنه رفض التعيين متذرعا بسوء صحته. وبعد سنة استجاب للتعيين بدرجة معاون رئيس مجلس الخدمة العامة الذي كان رئيسه انذاك خير الله طلفاح واستمر كذلك حتى إحالته على التقاعد.
ابنه عادل حميد خلخال سياسي حالي وكان عضوا في مجلس محافظة كربلاء، وكذلك ولده حازم من وجهاء آل مهنا من قبيلة زبيد في الهندية وكذلك له من الأولاد رفعت ورافد.